# Benicalap
Benicalap es el nombre que recibe el distrito número 16 de la ciudad de Valencia (España). El área del distrito está situada al noereste de la ciudad y limita con Poblados del Norte (al norte y este), el municipio de Burjasot (al norte), al este con Rascaña, al sur con La Zaidía, al sur y oeste con Campanar y al oeste con Poblados del Oeste. Está compuesto por dos barrios: Benicalap y Ciutat Fallera. Benicalap fue un municipio con autonomía propia hasta finales del siglo XIX, cuando fue anexionado a la ciudad de Valencia. Su población censada en 2023 era de 48.706 habitantes según el Ayuntamiento de Valencia.
En distrito se encuentra el segundo parque más visitado de Valencia, después de los jardines de "Viveros", el Parque de Benicalap (en el barrio del "Artista Fallero"), pero también el Museo del Artista Fallero, donde están expuestos ninots, maquetas de fallas y bocetos originales realizados por Artistas Falleros.

## Situación geográfica
|                                     | Norte: Poblados del Norte, Burjasot |                                   |
| ----------------------------------- | ----------------------------------- | --------------------------------- |
| Oeste: Campanar, Poblados del Oeste |                                     | Este: Poblados del Norte, Rascaña |
|                                     | Sur: La Zaidía, Campanar            |                                   |

## Transporte
Benicalap cuenta con distintos servicios de transporte público. Cuenta con varias paradas de tranvía de la línea 4, como Benicalap, Trànsits, Garbí, Florista o Palau de Congressos. También pasan las líneas 1 y 2 de metro por la parada de Beniferri. Además, pasan por Benicalap una gran cantidad de líneas de bus de la EMT, como el 12, el 28, el 60, el 64 y el C3, entre otros.

## Servicios
Dado el gran número de población que compone el distrito, Benicalap cuenta con numerosos servicios públicos:
- Multicentro Social "Casa Caridad": hace las funciones de comedor social, albergue para familias o escuela infantil, entre otras. [6]
- Comisaría de la Policía local. Unidad de Distrito 5. Trànsits.[7]
- Biblioteca Municipal Carmelina Sánchez-Cutillas. [8]
- Jubiocio: Centro Municipal de Actividades para Personas Mayores Nou Benicalap. [9]
- Pabellón Benicalap [10]
- Parque de Benicalap: Inaugurado en 1983, este parque se erige como uno de los más distintivos y concurridos de Valencia, solo superado por los Jardines de "Viveros", y destaca por su vasta extensión de 80.000 metros cuadrados. Ubicado en la periferia de la ciudad, entre la avenida de Burjasot y las calles Luis Braile y Francisco Morote Greus, representa el primer proyecto de jardinería concebido y construido con las últimas innovaciones en tecnología y métodos de mantenimiento. Este espacio ofrece una variedad de entornos multidisciplinarios, donde se prioriza la selección de plantas para satisfacer una amplia gama de necesidades que abarcan todas las edades. Con una vegetación diversa, el cuidadoso tratamiento y la delicadeza con la que se entrelazan y diferencian los distintos espacios que lo componen crean un parque encantador en un pintoresco barrio, el del "Artista Fallero". [11]Además, cuenta con servicios como la Piscina de Benicalap, una piscina lúdica con multitud de toboganes acuáticos. [12]

## Patrimonio
- La Ceramo: En 1855, Josep Ros Furió erigió La Ceramo, una fábrica dedicada a la producción de cerámicas y mayólicas. Furió, un devoto del arte cerámico tradicional valenciano, aspiraba a revivir la ancestral técnica de los alfares musulmanes, conocida por sus reflejos metálicos en la cerámica. Desde su inauguración, La Ceramo se erigió como un símbolo tanto de la industria como de la cultura valenciana. Su influencia fue tal que numerosas obras producidas en la fábrica aún adornan algunos de los edificios más icónicos de Valencia, como la Estación del Norte, el Mercado de Colón, el Mercado Central y el Ayuntamiento. La fábrica operó hasta 1992. [13]
- Iglesia de San Roque: construcción religiosa de estilo neorrománico.

## Topónimo
La primera parte del topónimo proviene del árabe بني (banī, "el grupo de los descendientes de"; بنو banū en árabe clásico), término que comparte infinidad de poblaciones levantinas y que denota generalmente la existencia de una alquería, rahal o manzil andalusí. Se desconoce la pronunciación exacta del topónimo en árabe, dificultando eso en gran medida la traducción de la segunda parte del topónimo. Las versiones en alfabeto latino más antiguas conservadas son las que presenta el Llibre del Repartiment: Benicalapech y Benicalapec (ambas pronunciadas con k al final, dada la ortografía del idioma valenciano medieval). Estas versiones representan probablemente la versión árabe con bastante fidelidad, ya que son coetáneas a la conquista de Valencia. Con los siglos, la pronunciación fue transformándose para adaptarse a la prosodia valenciana y así, encontramos los topónimos Benicalaph y Benicalaf a partir del siglo XVII. La existencia de otro Benicalaf (actualmente integrada en el municipio de Benavites) produjo que en ocasiones el poblado fuera referido como Benicalap de la Huerta, a fin de evitar confusiones.[cita requerida]

## Historia
Como la mayoría de los pueblos de la Huerta y muchos de la España, Benicalap era en su origen una alquería andalusí, reflejo del modelo de poblamiento rural propio de la civilización del Al-Ándalus.
Benicalap se estructuraba alrededor del desaparecido Camino Viejo de Burjasot, que saliendo del puente de Sant Josep, pasaba por el actual José Grollo, y adaptándose a los márgenes de los campos y las acequias, llegaba hasta la Alquería del Moro y a Burjasot.
Su configuración jurídica se entendía como un señorío rural de la Huerta, dentro de la zona de especial jurisdicción de Valencia (es decir, una zona de influencia que la ciudad ejercía sobre un área circundante de la que recibía impuestos). Benicalap estaba incluida dentro de la parroquia de San Bartolomé (hoy desaparecida), una de las 12 de la ciudad de Valencia. Esto implicaba que a los vecinos del primitivo Benicalap pagaran sus diezmos (o impuestos religiosos) a esta parroquia, hasta la abolición de los señoríos en 1811.
Benicalap, después de la Guerra de Independencia y una vez desaparecido los reinos señoriales se consolidó y aumentó de población, en torno a los dos lados del Camino Nuevo de Burjasot, siendo anexionada por la ciudad de Valencia en 1872. En el Pleno de 22 de febrero de 1980 es cuando la distribución administrativa de la ciudad queda configurada y Benicalap es reconocido como el distrito número 16.

### Reconquista y la repoblación cristiana
Las huestes de Jaime I de Aragón llegaron a la Huerta en 1238. Las alquerías o arrabales, fueron ocupados por los cristianos antes de la caída de Valencia, en el recinto amurallado en el que sus habitantes debieran refugiarse rápidamente después de la victoria cristiana del Puig.
Jaime I repartió las tierras y casas ocupadas por los vencidos (tanto de Valencia como de la Huerta) en el Llibre del Repartiment, entre las personas que le ayudaron en la campaña, según su clase social y la calidad de la ayuda prestada. Benicalap aparece en varias entradas de este primer registro de la propiedad del Reino de Valencia.
El Llibre del Repartiment concede a Ramon de Teyllet la alquería de Benicalapech, el 1 de mayo de 1238, libre de la jurisdicción real, que afectaba a otras posesiones feudales. Por lo tanto, en los primeros tiempos, Benicalap era un típico señorío feudal, sujeto a la jurisdicción absoluta de su señor. Y así continuará hasta la abolición del sistema señorial a través de un decisivo decreto aprobado por las Cortes de Cádiz el 6 de agosto de 1811. Otros señores feudales serán la familia Çarçola y el colegio Corpus Christi ("El Patriarca").

### Edad Moderna
No constan datos del período comprendido entre los siglos XIII y XV. Según San Petrillo, a principios del siglo XVI era señor de Benicalap, Jaime Alpuente. El mismo autor dice que en 1533 éste vendió la villa al caballero Bartolomé Luis de Zarzuela y Ferrando, el hijo del cual, Gerónimo Zarzuela y Barrionuevo, se casaría con Florinda Cruyllas, la señora feudal más famosa de la historia de Benicalap, ya que todos los autores y en todas las reseñas históricas de Benicalap, hablan de ella. Posteriormente, el rastro de los señores feudales se pierde, y solo se sabe que en un momento posterior perteneció al Patriarca Juan de Ribera, quien lo daría al Real Colegio del Corpus Christi, hasta seguramente, la abolición de los señoríos, que devino en 1811.
Una obra encontrada de la historiografía valenciana del siglo XVII, las "Décadas de la historia valenciana", de Gaspar Escolano y Perales, nombra Benicalap entre las poblaciones de la Huerta. Dice de él, que cuenta con 12 casas de cristianos viejos y que su señora es Florencia Cruyllas. La expulsión de los moriscos resulta el acontecimiento más importante de la Edad Moderna en el Reino de Valencia, de consecuencias desastrosas, ya que al perder sobre un tercio de la población la economía se desmoronó y el reino se despobló.

### Régimen liberal

Plano de Valencia y sus alrededores en torno a 1840. En él aparece ya Benicalap como un barrio de Valencia, en la zona de la calle de Murviedro (actual distrito de La Zaidía.

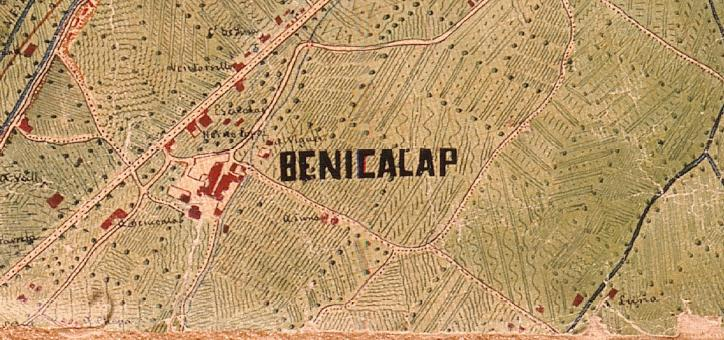
Benicalap en 1883.

La existencia de Benicalap como núcleo de población consolidado, lo demuestran una serie de planos que se hicieran de Valencia y parte de la Huerta] (entre 1808 y 1812) sobre el ataque de las fuerzas napoleónicas, por autores franceses, castellanos e italianos.
La Guerra de la Independencia también afectó a Benicalap. Los franceses de Bonaparte asediaron tres veces la ciudad de Valencia, y durante el segundo asedio, las tropas del Mariscal Suchet pasaron por Benicalap, y entre otras desastrosas consecuencias expoliaron los valiosos objetos de culto que había en el templo de San Roque.
Por otra parte, hay que decir que en 1811 desaparece el reinado señorial por la que los pueblos dejaban de ser propiedad de un linaje nobiliario y se convertían en municipios a imagen de las ciudades y villas que habían sido de realengo, adquiriendo personalidad jurídica. En cambio, otras poblaciones, quedaron como en pedáneas de ciudades de realengo. La cuestión es que no existen documentos que prueben que Benicalap fuera ninguna de las dos cosas: ni independiente, porque no aparece con ayuntamiento, ni parte del municipio de Valencia, porque formaba parte de los distritos de la Huerta y no de los de Valencia. Por otra parte, existe la posibilidad de que Benicalap fuera una pedanía de otro pueblo, como por ejemplo Beniferri o Campanar, pero en caso de ser así, sería más probable que fuera de Burjasot. Esta posibilidad parece confirmarla un libreto impreso en 1804, "Noticia de la actual población del reino de Valencia...", de Vicente Franco, en el que dice que Benicalap es una aldea de Burjasot, pueblo que pertenecía al "Patriarca". Pascual Madoz daba en 1849 la siguiente descripción:

BENICALAP: cas[erío] de la prov[incia] y part[ido] jud[icial] de Valencia. Forma parte del arrabal ó barrio estramuros de esta c[iudad] que se conoce con el nombre de la Calle de Murviedro.
Diccionario de Madoz

A finales del siglo XIX, Valencia se anexionó a las poblaciones limítrofes, a los que dio el nombre de poblados, y según parece, en 1872 se produjo la anexión de Benicalap.

### SigloXX
Sea como sea Benicalap comenzó el siglo XX ya dentro del municipio de Valencia, pero curiosamente será ahora cuando religiosamente se desvinculará de la capital, elevándose su iglesia de San Roque en parroquia independiente en 1902. Ese mismo año, el archivo parroquial recogía un censo de 1.122 personas en el poblado de Benicalap y su término, que limitaba con Borbotó, Carpesa, Godella, Burjasot y Campanar.

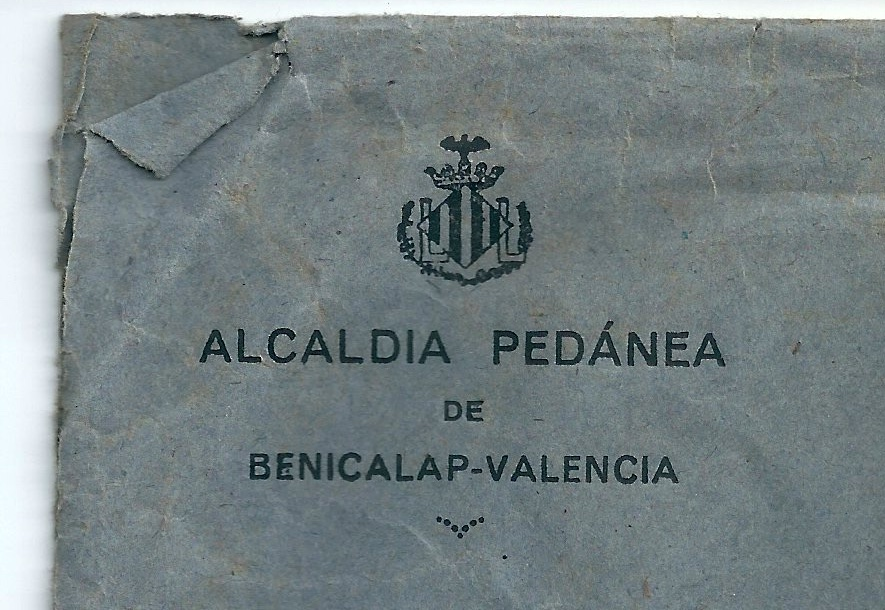
Sobre de la Alcaldía Pedánea de Benicalap (años 1950)

En el siglo XX el estatus de Benicalap comienza a clarificarse, convirtiéndose en pedanía (una entidad local menor). Para gobernar una pedanía (Benicalap), el municipio mayor (Valencia) nombraba a un alcalde pedáneo que servía de enlazadura entre la Administración municipal y la pequeña población. Oficialmente, el nombre era el de "Poblado de Benicalap" (como los Poblados Marítimos), para designar la situación de un lugar que no era ni pueblo ni barrio.
Así continuó Benicalap hasta el año 1979, cuando Valencia absorbió a Benicalap como a un barrio más. Benicalap es el lugar donde se ubicará el Nuevo Mestalla, nuevo estadio del Valencia Club de Fútbol. El Molí de la Marquesa, y los terrenos anexos donde se levanta el nuevo Campo de Mestalla, pertenecían al municipio de Campanar, hasta que en 1897, Campanar quedó anexionado a la ciudad de Valencia. Benicalap y Campanar estaban separados en este punto por la acequia de Petra, un brazo de la acequia madre de la de Mestalla.